# Regering-Dehousse II
De regering-Dehousse II (27 oktober 1982 - 27 november 1985) was een Waalse regering, onder leiding van Jean-Maurice Dehousse. De regering bestond uit de drie partijen: PS (49 zetels), PRL (28 zetels) en  PSC (22 zetels). 
De regering volgde de regering-Damseaux op, na een afwisselingsakkoord tussen de coalitiepartners en werd opgevolgd door de regering-Wathelet, die gevormd werd na de verkiezingen van 13 oktober 1985.

## Samenstelling
De regering telde zes ministers: 3 voor de PS, 2 voor de PRL en 1 voor de PSC.
| Naam | Naam                               | Partij | Partij | Functie en bevoegdheden                                           | Termijn                            |
| ---- | ---------------------------------- | ------ | ------ | ----------------------------------------------------------------- | ---------------------------------- |
|      | Jean-Maurice Dehousse (1936-2023)  |        | PS     | Minister-president en Minister Economie                           | 27 oktober 1982 - 27 november 1985 |
|      | André Damseaux (1937-2007)         |        | PRL    | Minister Voogdij en Buitenlandse Betrekkingen                     | 27 oktober 1982 - 27 november 1985 |
|      | Philippe Busquin (1941)            |        | PS     | Minister Begroting en Energie                                     | 27 oktober 1982 - 27 november 1985 |
|      | Melchior Wathelet (1949)           |        | PSC    | Minister Nieuwe Technologieën, KMO's, Ruimtelijke Ordening en Bos | 27 oktober 1982 - 27 november 1985 |
|      | Valmy Féaux (1933)                 |        | PS     | Minister Water, Milieu en Plattelandsleven                        | 27 oktober 1982 - 27 november 1985 |
|      | André Bertouille (1932)            |        | PRL    | Minister Huisvesting en Informatica                               | 27 oktober 1982 - 28 juni 1983     |
|      | Jacqueline Mayence-Goossens (1932) |        | PRL    | Minister Huisvesting en Informatica                               | 28 juni 1983 - 27 november 1985    |

### Herschikkingen
- Op 28 juni 1983 wordt André Bertouille vervangen door Jacqueline Mayence-Goossens, omdat hij minister van Nationale Opvoeding wordt in Regering-Martens V.

Dehousse I · 
Damseaux · 
Dehousse II · 
Wathelet · 
Coëme · 
Anselme · 
Spitaels · 
Collignon I · 
Collignon II · 
Di Rupo I · 
Van Cauwenberghe I · 
Van Cauwenberghe II · 
Di Rupo II ·
Demotte I ·
Demotte II ·
Magnette ·
Borsus ·
Di Rupo III ·
Dolimont ·